# MCI Communications
Pour les articles homonymes, voir MCI.

Ancien logo de MCI Communications, devenu celui de MCI WorldCom.

MCI Communications Corp. était une société de télécommunications américaine qui a joué un rôle clé dans les modifications juridiques et réglementaires ayant conduit à la dissolution du monopole de la téléphonie américaine d' AT&T et a ouvert la voie au secteur concurrentiel de la téléphonie longue distance. Son siège était à Washington, D.C..
Fondé en 1963, MCI Communications est devenu le deuxième fournisseur de services longue distance en importance aux États-Unis. La compagnie a été achetée par WorldCom en 1998 et est devenu MCI WorldCom. Le nom de MCI a disparu en janvier 2006 après l’achat de la société par Verizon.